# Herojiv Dnipra (stanice metra v Kyjevě)
Herojiv Dnipra (ukrajinsky Героїв Дніпра v doslovném překladu Hrdinové Dněpru) je konečná stanice kyjevského metra na Obolonsko-Teremkivské lince.

## Charakteristika
Stanice je trojlodní, pilíře jsou ve tvaru pochodně, spodní část je obložena mramorem a na vrchní části se nachází zářivky, které mají reprezentovat oheň na pochodni. Na konci nástupišť se nachází schody vedoucí do vestibulu s pokladnou a následně na křižovatku kde Oboloňský prospekt kříží s ulicí Hrdinové Dněpru.